# Kanton Arinthod
Der Kanton Arinthod war bis 2015 ein französischer Wahlkreis im Département Jura in der damaligen Region Franche-Comté. Er umfasste 24 Gemeinden im Arrondissement Lons-le-Saunier; sein Hauptort (französisch chef-lieu) war Arinthod. Die landesweiten Änderungen in der Zusammensetzung der Kantone brachten im März 2015 seine Auflösung. Vertreter im conseil général des Départements war zuletzt von 1992 bis 2015 Gilles Carnet.

## Gemeinden
- Arinthod
- Aromas
- La Boissière
- Cernon
- Cézia
- Charnod
- Chatonnay
- Chemilla
- Chisséria
- Coisia
- Condes
- Cornod
- Dramelay
- Fétigny
- Genod
- Lavans-sur-Valouse
- Légna
- Marigna-sur-Valouse
- Saint-Hymetière
- Savigna
- Thoirette
- Valfin-sur-Valouse
- Vescles
- Vosbles